# Summer Jingle Bell (singolo)
Summer Jingle Bell è un singolo del cantante sudcoreano J.Y. Park, pubblicato nel 1997 come estratto dal suo terzo album in studio, Summer Jingle Bell.

## Descrizione
Il brano combina elementi di dance e ballata, caratteristici dello stile musicale di J.Y. Park. Con una durata di 3 minuti e 41 secondi, Summer Jingle Bell si distingue per il suo ritmo vivace e le melodie accattivanti.